# Добросмислов Дмитро Костянтинович
Дмитро Костянтинович Добросми́слов (нар. 1901, Крутоямки — пом. 10 квітня 1944, Сімферополь) — російський радянський актор театру; заслужений артист РРФСР. Член сімферопольської підпільної організації «Сокіл» в роки німецько-радянської війни.

## Біографія
Народився у 1901 році в селі Крутоямках Спаського повіту Казанської губернії Російської імперії в сім'ї вчителів. У 1918 році закінчив Спаську школу ІІ ступеня. Під час навчання в школі грав у драматичному гуртку.
Після закінчення школи служив у Червоній армії, проходив службу в Середній Азії. Після служби поступив до ветеринарного інституту в Казані і займався в драматичному гуртку. Упродовж 1922—1924 років навчався у театральній студії при Казанському театрі, а 1924 року вступив на службу до Казанського російського драматичного театру.
Пізніше грав у театрах у Чебоксарах, Брянську, Вологді, Омську, Ленінграді, П'ятигорську. У 1937—1938 роках грав у Ставропольському крайовому театрі драми. 1938 року поступив на службу до Кримського драматичного театру імені Максима Горького в Сімферополі. За роль Наполеона у п'єсі Володимира Соловйова «Фельдмаршал Кутузов» отримав звання заслуженого артиста РРФСР.
Під час німецько-радянської війни разом із дружиною Зоєю Яківною був членом підпільної групи опору «Сокіл», очолюваної художником театру Миколою Баришевим. Учасникам групи вдалося скласти карту німецьких об'єктів і передати її радянському командуванню, після чого об'єкти ворога були знищені. Був арештований разом з усіма учасниками групи і після катувань розстріляний 10 квітня 1944 року. Похований у Сімферополі, в братській могилі працівників театру на Староруському цвинтарі.

## Ролі
- купець Восьмибратов («Ліс» Олександра Островського);
- Кліщ («На дні» Максима Горького);
- Наполеон («Фельдмаршал Кутузов» Володимира Соловйова);
- Лизогуб («Богдан Хмельницький» Олександра Корнійчука).

## Вшанування

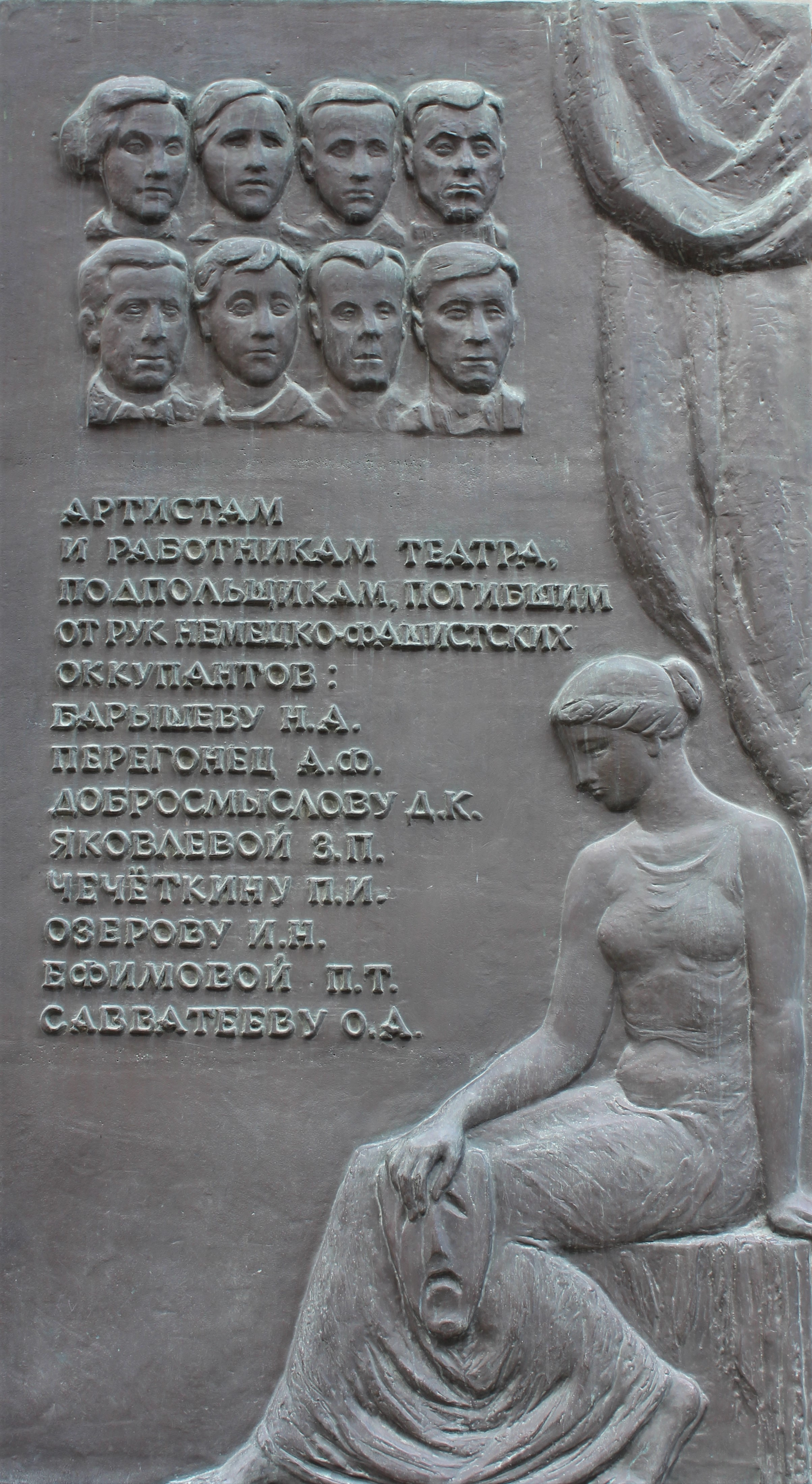
меморіальна дошка.

- Подвигу сімферопольських артистів присвячена п'єса Віктора Орлова та Георгія Натансона «Вони були акторами» та  художній фільм «Вони були акторами», знятий режисером Георгієм Натансоном у 1981 році[1].
- У Сімферополі є вулиця імені Дмитра Добросмислова, а на будівлі театру на честь героїв-акторів висить меморіальна дошка, що нагадує про подвиг героїв-підпільників[1].